# Petar Pop-Arsov
Petar Pop-Arsov ou Petar Pop Arsov et Petar Poparsov (en bulgare Петър Попъ Арсовъ ; en macédonien Петар Поп-Арсов), né le 14 août 1868 à Bogomila (aujourd'hui en Macédoine du Nord) et mort le 1er janvier 1941 à Sofia est un autonomiste macédonien. C'est l'un des fondateurs de l'Organisation révolutionnaire intérieure macédonienne (VMRO). Comme la plupart des personnalités nées en Macédoine avant que celle-ci ne soit reconnue en tant que nation, il est considéré bulgare en Bulgarie et macédonien en Macédoine du Nord.

## Biographie
Petar est né en 1868 à Bogomila, village du centre de l'actuelle Macédoine du Nord, situé près de Veles. Son père, Arso, est pope, et Petar porte son nom de famille, Pop-Arsov, en son honneur. Il fait ses études au lycée bulgare de Thessalonique et dirige une manifestation en 1888 afin de remplacer le bulgare comme langue d'étude par le macédonien. Il est renvoyé avec 38 autres étudiants puis réussit à s'inscrire à l'université de Belgrade. Là-bas, il s'oppose à la serbisation des Macédoniens et se fait une nouvelle fois renvoyer, en 1890.
En 1891, Petar Pop-Arsov est l'un des fondateurs d'une société littéraire macédonienne basée à Sofia, puis en 1893, il fonde avec d'autres autonomistes macédoniens l'Organisation révolutionnaire intérieure macédonienne (VMRO), à Thessalonique. Il travaille comme enseignant à Skopje en 1893. En 1894 il est professeur au lycée bulgare de garçons de Thessalonique. En 1896, il travaille en tant que professeur à Štip, où il préside la section régionale du VMRO. Arrêté en 1897 par les autorités ottomanes, il est gracié en 1902, mais reste passif lors de l'insurrection d'Ilinden en 1903. Admis au comité central du VMRO, il organise avec Dimitrija Čupovski un congrès lors de la Première Guerre balkanique afin d'attirer le regard des Occidentaux sur la situation des Macédoniens. Après la guerre, la Macédoine du Vardar est annexée par la Serbie et Petar Pop-Arsov s'exile à Sofia où il se retire de la politique.